# محوطه پل ناهوک ۲
محوطه پل ناهوک ۲ مربوط به هزاره سوم و ۴ قبل از میلاد است و در شهرستان سراوان، بخش جالق، دهستان ناهوک، روستای ناهوک، حدود ۴۰۰ متری شمال شرق پل ناهوک واقع شده و این اثر در تاریخ ۲۸ اسفند ۱۳۸۵ با شمارهٔ ثبت ۱۸۹۵۳ به‌عنوان یکی از آثار ملی ایران به ثبت رسیده است.